# Bill Broadhead
Bill Broadhead (ur. 17 marca 1937) – australijski judoka.
Uczestniczk mistrzostw świata w 1971 i 1973. Zdobył trzy medale mistrzostw Oceanii w latach 1970 - 1977. Mistrz Australii w 1968, 1970, 1971 i 1977 roku.